# Державний апарат
Державний апарат — центральна частина механізму держави, юридично оформлена система всіх державних органів, які здійснюють управління суспільством, виконують завдання та функції держави.
Державний апарат покликаний виконувати основні функції держави щодо практичного здійснення державної влади і управління і є невід'ємним атрибутом як виникнення, так і існування та функціонування держави. Це система органів за допомогою яких здійснюється державна влада, виконуються функції держави, досягаються різноманітні цілі та завдання держави, і наділені для цього державно-владними повноваженнями.

## Ознаки державного апарату
Державний апарат характеризується такими елементами
- ґрунтується на загальних принципах, єдності кінцевої мети, взаємодії, орієнтована на забезпечення реалізації функцій держави;

- наділені відповідною компетенцією та здійснюють управління суспільством на професійній основі;

- кожний з органів має матеріальні засоби для здійснення управлінських функцій;

- диференційована, відповідно до принципу поділу влади на законодавчу, виконавчу і судову, система;

- здійснення своєї діяльності у безпосередньо управлінських і правових формах;

- наділення державно-владними повноваженнями;

- формування на основі єдиних принципів організації і діяльності, що забезпечує його системний характер;

- забезпечення функціонування професійно підготовленими кадрами — державними службовцями;

- функціонування в певних правових формах;
- можливість застосування державного примусу.[2]

## Принципи організації державного апарату
Для підвищення ефективності та якості функціонування державного апарату необхідно, щоб в основу його організації і діяльності була покладена система принципів, основними з яких вважають такі:
- верховенство права;
- пріоритет прав і свобод людини — державні органи та службовці зобов'язані визнавати, реалізовувати та охороняти права і свободи громадян. Людина є найвищою цінністю суспільства, і тому держава відповідальна перед кожною особою за створення умов для вільного і гідного її розвитку;
- демократизм — передбачає широке залучення громадян до активної участі у формуванні та організації діяльності органів державного апарату;
- законність — усі державні органи і громадяни зобов'язані суворо дотримуватись усіх законів держави й організовувати свою діяльність відповідно до них;
- поділ влади - основні напрями діяльності державного апарату (законодавча, організаційно-виконавча, судочинство, нагляд і контроль) чітко розмежовуються між відповідними системами органів. Кожна галузь влади є відносно самостійною і незалежною від інших, дотримується правових меж власної компетенції і захищена від неправомірного втручання у вирішення питань, віднесених до її компетенції, з боку будь-яких органів, посадових осіб, підприємств, установ, об'єднань громадян. Окрім того створюється режим стримувань і противаг, який протидіє свавіллю, беззаконню з боку державних органів;

- врахування суспільної думки — звірення діяльності державного апарату з оцінкою громадськості в особі органів місцевого самоврядування і самоорганізації населення, підприємств, установ, окремих громадян та їх об'єднань;

- професіоналізм та компетентність — залучення найкваліфікованіших та високопрофесійних кадрів, висока організація праці;

- принцип ненасильства — у роботі державного апарату основна роль належить організаційним та виховним методам, а метод примусу має допоміжне, другорядне значення. Примус до осіб застосовується лише тоді, коли вичерпано всі методи переконання, але особа не підкорилася правомірним вимогам закону;

- гласність та врахування громадської думки — забезпечує відкритість діяльності державних органів;

- поєднання виборності вищих органів державної влади (глав держави, парламенту) та призначуваності (наприклад, призначення голови обласної або районної державної адміністрації);

- поєднання колегіальності та |єдиноначальності — колегіальне обговорення проектів рішень і єдиноначальність керівника органу в прийнятті рішень та його персональна відповідальність за них;

- економічність та науковість (науковість — концептуальне обґрунтування державної політики, здійснюваної центральними органами виконавчої влади, використання новітніх досягнень науки і техніки, організаційно-технічних засобів та інформаційних технологій;
- рівний доступ до державної служби, закріплений у законі як непорушне право громадянина, і стабільність кадрів;
- підконтрольність і відповідальність — звітність за проведену роботу, її контроль з боку уповноважених осіб та вміння відповідати за несвоєчасність її виконання, часткове невиконання тощо[3].

## Функції державного апарату
За посередництвом державного апарату здійснюється державна влада і управління суспільством. Державний апарат покликаний виконувати основні функції держави щодо практичного здійснення державної влади і управління суспільством і є невід'ємним атрибутом як виникнення, так і існування та функціонування держави. Державний апарат є складною системою органів, що передбачає поділ на відокремлені ланки та підрозділи як за функціональним критерієм — на гілки влади, так і за ієрархічним критерієм — на вищі та нижчі органи тощо.

## Структура державного апарату
Державний апарат — центральна частина механізму держави, юридично оформлена система всіх державних органів, які здійснюють управління суспільством, виконують завдання та функції держави. Найважливішим структурним елементом державного апарату є орган держави. Державний апарат складається з державних органів. Орган держави — це група осіб чи одна особа (державні службовці), яка має юридично оформлену державно-владну компетенцію для виконання завдань та функцій держави. Кожний орган держави утворюється для здійснення певного виду державної діяльності, тобто має свій предмет відання, завдання та функції, має визначену структуру. Структуру державного органу становлять:
- апарат, що безпосередньо виконує завдання та функції держави, маючи для цього державно-владні повноваження (особи, які здійснюють керівництво, відповідно до покладених на них обов'язків і наданих їм повноважень);
- допоміжний апарат, що не має державно-владних повноважень (спеціалісти та інші особи, що забезпечують технічні умови у здійсненні керівних управлінських функцій). Орган держави характеризується такими ознаками:
- формується державою або безпосередньо народом відповідно до закону та функціонує на його основі;
- має передбачені законами спеціальні функції, які здійснюються від імені держави;
- має державно-владні повноваження, що дають йому змогу здійснювати юридично обов'язкові дії (видає нормативні та індивідуальні акти, здійснює контроль за неухильним виконанням вимог, передбачених цими актами, забезпечує та захищає ці вимоги від порушень);
- функціонально взаємодіє з іншими органами у процесі реалізації своїх повноважень, керуючись загальним принципом «дозволено лише те, що прямо передбачене законом»;
- має необхідну матеріальну базу;
- має організаційну структуру, територіальний масштаб діяльності, систему службової підзвітності та службову дисципліну.

Класифікація державних органів проводиться на різних підставах:
1. За способом утворення: виборні (представницькі органи) та призначувальні (органи прокуратури).
2. За часом функціонування: постійні та тимчасові.
3. За територією дії: загальні (загальнофедеральні); суб'єктів федерації та місцеві (діють в адміністративно-територіальних одиницях).
4. За характером компетенції: органи загальної компетенції (уряд) та органи спеціальної компетенції (міністерства).
5. За порядком здійснення компетенції: колегіальні (парламент) та єдиноначальні (президент).
6. За правовими формами діяльності: правотворчі; правозастосовчі; правоохоронні; контрольно-наглядові; установчі.
7. За принципом «поділу влади»: законодавчі; виконавчі; судові.
Основним призначенням органів законодавчої влади є законодавча діяльність.
У демократичних державах вони займають центральне місце у апараті держави. Єдиним органом законодавчої влади в Україні є парламент — Верховна Рада України.
Виконавчо-розпорядчу діяльність здійснюють органи виконавчої влади. Систему
органів виконавчої влади, наприклад, в Україні створюють Кабінет Міністрів
України (вищий орган), міністерства, відомства і державні комітети (центральні
органи) та місцеві державні адміністрації.
Особливе місце у структурі державного апарату належить системі судових органів. Основним їх призначенням є здійснення правосуддя. Діяльність елементів судової системи більшості країн засновується на принципах незалежності суддів, самостійності у вирішенні передбачених законодавче питань, гласності судочинства. Судова влада реалізується шляхом здійснення правосуддя у формі цивільного, господарського, адміністративного судочинства.
Важливе значення для функціонування апарату держави має посада Президента. Він є главою держави і виступає від її імені. Президент — гарант державного суверенітету, територіальної цілісності України, дотримання Конституції, прав і свобод людини та громадянина.

## Органи, що не належать до будь-якої гілки влади
Три основні гілки влади відображають основні правові форми впливу державного апарату на суспільство, прерогативні функції відповідних органів спрямовані назовні державного механізму, на цілеспрямоване впорядкування суспільних відносин. Однак з ускладненням завдань, що постають перед суспільством і державою відбувається ускладнення державного апарату і подальша спеціалізація державних органів, з'являються нові органи, які не входять до жодної з основних гілок влади.
У республіці зі змішаною і парламентською формою правління президент не належить до будь-якої гілки влади, в той час як у президентській республіці він є головою виконавчої влади.
Не належать до жодної гілки влади в республіці з будь-якою формою правління такі органи, як конституційний суд, прокуратура, рахункова палата, виборчі комісії, Антимонопольний комітет, Національна рада з питань телебачення та радіомовлення та ін.
Їх функції в першу чергу спрямовані всередину державного механізму, мають на меті забезпечення його оптимального функціонування в межах Конституції та законів.